# Жерминон
Жерминон (фр. Germinon) насеље је и општина у североисточној Француској у региону Шампањ-Арден, у департману Марна која припада префектури Шалонс ан Шампањ.
По подацима из 2011. године у општини је живело 143 становника, а густина насељености је износила 7,29 становника/km². Општина се простире на површини од 19,61 km². Налази се на средњој надморској висини од 108 метара.

## Демографија
| 1962. | 1968. | 1975. | 1982. | 1990. | 1999. | 2011. |
| ----- | ----- | ----- | ----- | ----- | ----- | ----- |
| 105   | 127   | 123   | 113   | 118   | 111   | 143   |

График промене броја становника у току последњих година